# Adaílton (football, 1979)
Pour les articles homonymes, voir Adailton.
Adaílton da Silva Santos, plus connu sous le nom de Adaílton, est un footballeur brésilien né le 26 décembre 1979 à Salvador (Brésil).

## Carrière de joueur
Comme beaucoup de joueurs brésiliens, Adailton a défendu les couleurs de plusieurs clubs avant de venir en Europe. L'ASNL l'a repéré à Criciúma, en troisième division, où il était prêté par son club de Gloria. Défenseur latéral droit, il aime participer au jeu offensif et déborder sur le côté droit. Il sera d'ailleurs titularisé à plusieurs reprises à un poste de milieu de terrain dans le couloir droit. Un violent choc avec le Strasbourgeois Yves Deroff (qui prendra d’ailleurs un carton rouge pour son geste avant d'être blanchi en commission de discipline) le 10 décembre 2005 va malheureusement écourter sa première saison à Nancy. 
Touché au Tibia et à la cheville, malgré une dizaine d'opérations, il n'a jamais pu rejouer un seul match. Le 17 octobre 2008, il met à 28 ans un terme à sa carrière professionnelle. Il est devenu éducateur au COS Villers, club de la banlieue de Nancy avant de signer en 2010 au club chinois Xiangxue Sun Hei.
Il travaille actuellement à la maintenance au centre d’entraînement de l’ASNL.
Depuis l'année 2019, il tient le poste de responsable formation dans le club gs Neuves-Maisons dans la banlieue de Nancy.

### En club
- 2000 - 2000 : Barreiras ( Brésil)
- 2001 - 2005 : Criciúma EC  Brésil
- 2005 - 2008 : AS Nancy-Lorraine  France
- 2010 - : Xiangxue Sun Hei  Chine

## Palmarès
- Vainqueur de la Coupe de la Ligue : 2006 (AS Nancy-Lorraine).

## Carrière en club
| Saison      | Club              | Pays | Championnat | Championnat | Championnat | Coupes nationales | Coupes nationales | Coupes nationales | Coupes nationales | Coupe d'Europe | Coupe d'Europe | Coupe d'Europe |
| Saison      | Club              | Pays | Division    | Matchs      | Buts        | Coupe de la Ligue | Coupe de la Ligue | Coupe de France   | Coupe de France   | Type           | Matchs         | Buts           |
| ----------- | ----------------- | ---- | ----------- | ----------- | ----------- | ----------------- | ----------------- | ----------------- | ----------------- | -------------- | -------------- | -------------- |
| Saison      | Club              | Pays | Division    | Matchs      | Buts        | Matchs            | Buts              | Matchs            | Buts              | Type           | Matchs         | Buts           |
| 2001 - 2001 | Criciúma EC       |      |             | ?           | ?           | -                 | -                 | -                 | -                 | -              | -              | -              |
| 2002 - 2002 | Criciúma EC       |      |             | ?           | ?           | -                 | -                 | -                 | -                 | -              | -              | -              |
| 2003 - 2003 | Criciúma EC       |      |             | ?           | ?           | -                 | -                 | -                 | -                 | -              | -              | -              |
| 2004 - 2004 | Criciúma EC       |      |             | ?           | ?           | -                 | -                 | -                 | -                 | -              | -              | -              |
| 2005 - 2005 | Criciúma EC       |      |             | ?           | ?           | -                 | -                 | -                 | -                 | -              | -              | -              |
| 2005 - 2006 | AS Nancy-Lorraine |      | Ligue 1     | 16          | 0           | -                 | -                 | -                 | -                 | -              | -              | -              |
| 2006 - 2007 | AS Nancy-Lorraine |      | Ligue 1     | -           | -           | -                 | -                 | -                 | -                 | -              | -              | -              |
| 2007 - 2008 | AS Nancy-Lorraine |      | Ligue 1     | -           | -           | -                 | -                 | -                 | -                 | -              | -              | -              |
| 2008 - 2009 | AS Nancy-Lorraine |      | Ligue 1     | -           | -           | -                 | -                 | -                 | -                 | C3             | -              | -              |

Dernière mise à jour le 4 juillet 2008